# Bank von Kap Verde

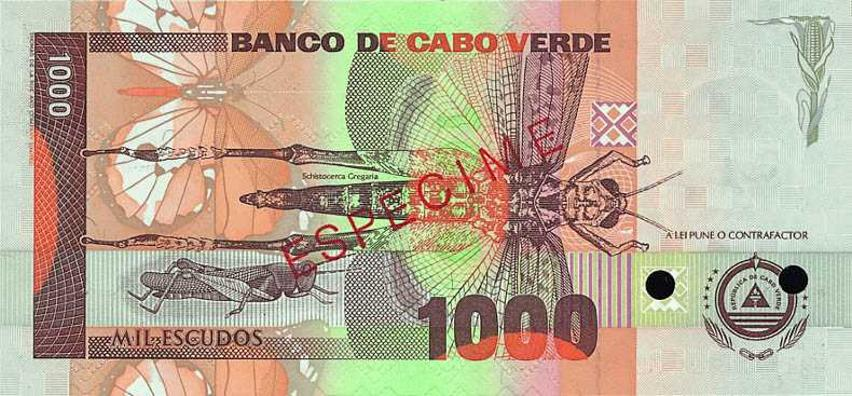
1000 Escudo-Note der Banco de Cabo Verde

Der Banco de Cabo Verde (BCV) ist die Zentralbank von Kap Verde. Als Notenbank ist sie für die Ausgabe von Banknoten des Kap-Verde-Escudos zuständig. Sie hat ihren Sitz in der Avenida Amílcar Cabral in der Hauptstadt Praia. Gouverneur der Bank ist Carlos Burgo.

## Geschichte
1828 wurde mit der Caixa Económica Postal eine erste eigene Bank auf Kap Verde gegründet, die in der 1880 vorgenommenen Fusionierung der portugiesischen Post- und Telegrafengesellschaften (den späteren CTT) aufging. 1865 eröffnete die portugiesische Banco Nacional Ultramarino (BNU) eine Niederlassung in Praia. Die BNU fungierte als Zentralbank in den Portugiesischen Kolonien. Es folgten weitere Niederlassungen auf Kap Verde, so 1894 auf São Vicente und 1948 auf Sal. 
Ende 1963 wurde die Inspecção do Comércio Bancário gegründet, eine Bankenaufsichtsbehörde, die die Wechselkurse und Geldflüsse für die BNU kontrollierte.
Bedingt durch den insbesondere in der Landwirtschaft zunehmenden Bedarf an mittel- und langfristigen Krediten, den die BNU kaum bediente, gründete die portugiesische Banco de Fomento Nacional (BFN) 1973 eine eigene Niederlassung auf Kap Verde. Bereits 1962 war in dem Zusammenhang die Sparkasse Caixa de Crédito de Cabo Verde entstanden.
Nach der Nelkenrevolution in Portugal am 25. April 1974 folgte am 5. Juli 1975 die Unabhängigkeit Kap Verdes. Am 29. September 1975 wurde die Banco de Cabo Verde (BCV) als Zentralbank des neuen Landes geschaffen. Am 1. Juli 1976 übernahm sie dazu die kapverdischen Niederlassungen der BNU und der BFN mit allen Aktiva und Passiva, entsprechend der Vereinbarung zwischen Kap Verde und der neuen Regierung Portugals. Damit nahm die Zentralbank nunmehr ihren vollen Dienst auf. Nach einer Abwertung des Portugiesischen Escudos 1977 entkoppelte Kap Verde den kapverdischen Escudo von der portugiesischen Währung. Zum ersten Jahrestag ihrer vollen Dienstaufnahme gab die BCV am 1. Juli 1977 die ersten eigenen Banknoten aus, mit gleichen Nennwerten wie die alten, von der BNU herausgegebenen Noten.
Während der 1980er Jahre wurde die BCV von der Ein-Parteien-Regierung der PAICV entsprechend ihrer Planwirtschaft zur alleinigen Geschäftsbank ausgebaut, mit Schaltern in allen wichtigen Orten, von denen einige dabei erstmals einen Bankschalter erhielten. Nach den Wahlen 1991 wurden die wirtschaftlichen Rahmenbedingungen Kap Verdes marktwirtschaftlich ausgerichtet. 1993 wurde in dem Zuge die BCV als reine Zentralbank neu definiert, und ihr Geschäftsbanksegment in die neugegründete Banco Comercial do Atlântico ausgegliedert. 1998 wurde die Banco Comercial do Atlântico privatisiert und gehört seitdem mehrheitlich der portugiesischen Sparkasse Caixa Geral de Depósitos. Seit 1998 ist auch der kapverdische Escudo wieder an den portugiesischen Escudo und in dessen Nachfolge an den Euro gekoppelt.